# غنائم الحرب (صراع العروش)
غنائم الحرب (بالإنجليزية: The Spoils of War)‏ هي الحلقة الرابعة من الموسم السابع من المسلسل الفانتازي صراع العروش، والمُقتبس من سلسلة روايات أغنية الجليد والنار للمؤلف جورج ر. ر. مارتن، وهي الحلقة رقم 64 من المسلسل ككل. عُرضت الحلقة لأول مرة في 6 أغسطس 2017، على شبكة إتش بي أو المُنتجة للمسلسل، وكانت من كتابة ديفيد بينيوف، ودي. بي. وايس، ومن إخراج مات شاكمان.

## ملخص الحلقة
تَصِل (آريا) إلى وينترفيل حيث تجتمع أخيراً مع شقيقتها (سانزا) و(بران) الذي عَرَف مُسبقاً بقائمتها التي للأشخاص الذين تنوي قتلهم، كما تلتقي بـ (بريان التارثية) حيث يتنازلان تنازُلاً ودّياً تُظهِر (آريا) فيه موهبتها، ويقوم (بران) بإهدائها الخنجر الفاليريّ الذي قام اللورد (باليش) بإعطائه له إثباتاً لولائه وهو ذات الخنجر الذي كان سيُقتَل به، وتودّع (ميرا) (بران) الذي لا يُظهِر أيّة مشاعر حيث تُخبِره بأنه مات في ذلك الكهف. (سيرسي) في كينغز لاندينغ تَعِد مندوب البنك الحديدي بأنه سيسترد أموالَه حالما تَصِل من هايجاردن. يدعو (جون) (دنيرس) للدخول لمنجم كلس التنين ليُريها هناك رسوماتٍ قديمة تُظهر الرجال الأوائل مُتاحلفين مع أطفال الغابة ضد جيش الموتى. لاحقاً تَعلم (دنيرس) أن سقوط كاسترلي روك ما هو إلا فخ وأن جيش اللانستر استولى على هايجاردن، وعلى الرغم من اعتراض (تيريون) فقد قامت باتخاذ باتخاذ قرار الهجوم، حيث حلّقت بتنينها ومع جيش الدوثراكي قامت بالهجوم على جيش اللانستر المتوجّه نحو العاصمة، حيث كان (جايمي) و(برون) من ضمن الجيش، وانتصرت (دنيرس) في المعركة بعد استخدامها لنار التنين.

## الإنتاج
سيناريو الحلقة كان من كتابة ديفيد بينيوف، ودي. بي. وايس، وأُختير مات شاكمان لإخراجها. كان روبرت ماكلاكلن مديرًا لتصوير الحلقة، وكيتي وايلاند محررًا لها، أما موسيقى الحلقة التصويرية فكانت من تلحين رامين جوادي.

## نسب المشاهدة
| الموسم | الموسم | رقم الحلقة | رقم الحلقة | رقم الحلقة | رقم الحلقة | رقم الحلقة | رقم الحلقة | رقم الحلقة | رقم الحلقة | رقم الحلقة | رقم الحلقة | المتوسط |
| الموسم | الموسم | 1          | 2          | 3          | 4          | 5          | 6          | 7          | 8          | 9          | 10         | المتوسط |
| ------ | ------ | ---------- | ---------- | ---------- | ---------- | ---------- | ---------- | ---------- | ---------- | ---------- | ---------- | ------- |
|        | 1      | 2.22       | 2.20       | 2.44       | 2.45       | 2.58       | 2.44       | 2.40       | 2.72       | 2.66       | 3.04       | 2.52    |
|        | 2      | 3.86       | 3.76       | 3.77       | 3.65       | 3.90       | 3.88       | 3.69       | 3.86       | 3.38       | 4.20       | 3.80    |
|        | 3      | 4.37       | 4.27       | 4.72       | 4.87       | 5.35       | 5.50       | 4.84       | 5.13       | 5.22       | 5.39       | 4.97    |
|        | 4      | 6.64       | 6.31       | 6.59       | 6.95       | 7.16       | 6.40       | 7.20       | 7.17       | 6.95       | 7.09       | 6.84    |
|        | 5      | 8.00       | 6.81       | 6.71       | 6.82       | 6.56       | 6.24       | 5.40       | 7.01       | 7.14       | 8.11       | 6.88    |
|        | 6      | 7.94       | 7.29       | 7.28       | 7.82       | 7.89       | 6.71       | 7.80       | 7.60       | 7.66       | 8.89       | 7.69    |
|        | 7      | 10.11      | 9.27       | 9.25       | 10.17      | 10.72      | 10.24      | 12.07      | غ/م        | غ/م        | غ/م        | 10.26   |
|        | 8      | 11.76      | 10.29      | 12.02      | 11.80      | 12.48      | 13.61      | غ/م        | غ/م        | غ/م        | غ/م        | 11.99   |

## وصلات خارجية
- غنائم الحرب على موقع IMDb (الإنجليزية)
- غنائم الحرب على موقع ميتاكريتيك (الإنجليزية)
- غنائم الحرب على موقع روتن توميتوز (الإنجليزية)
- غنائم الحرب على موقع أول موفي (الإنجليزية)